# Galabin Boevski
Galabin Pepov Boevski –en búlgaro, Гълъбин Пепов Боевски– (Knezha, 19 de diciembre de 1974) es un deportista búlgaro que compitió en halterofilia.
Participó en los Juegos Olímpicos de Sídney 2000, obteniendo una medalla de oro en la categoría de 69 kg. Ganó dos medallas de oro en el Campeonato Mundial de Halterofilia, en los años 1999 y 2001, y tres medallas de oro en el Campeonato Europeo de Halterofilia entre los años 1999 y 2003.

## Palmarés internacional
| Juegos Olímpicos   | Juegos Olímpicos   | Juegos Olímpicos | Juegos Olímpicos |
| Año                | Lugar              | Medalla          | Categoría        |
| ------------------ | ------------------ | ---------------- | ---------------- |
| 2000               | Sídney (Australia) | Medalla de oro   | 69 kg            |
| Campeonato Mundial |                    |                  |                  |
| Año                | Lugar              | Medalla          | Categoría        |
| 1999               | Atenas (Grecia)    | Medalla de oro   | 69 kg            |
| 2001               | Antalya (Turquía)  | Medalla de oro   | 69 kg            |
| Campeonato Europeo |                    |                  |                  |
| Año                | Lugar              | Medalla          | Categoría        |
| 1999               | La Coruña (España) | Medalla de oro   | 69 kg            |
| 2002               | Antalya (Turquía)  | Medalla de oro   | 69 kg            |
| 2003               | Lutraki (Grecia)   | Medalla de oro   | 69 kg            |